# 盧米尼亞維

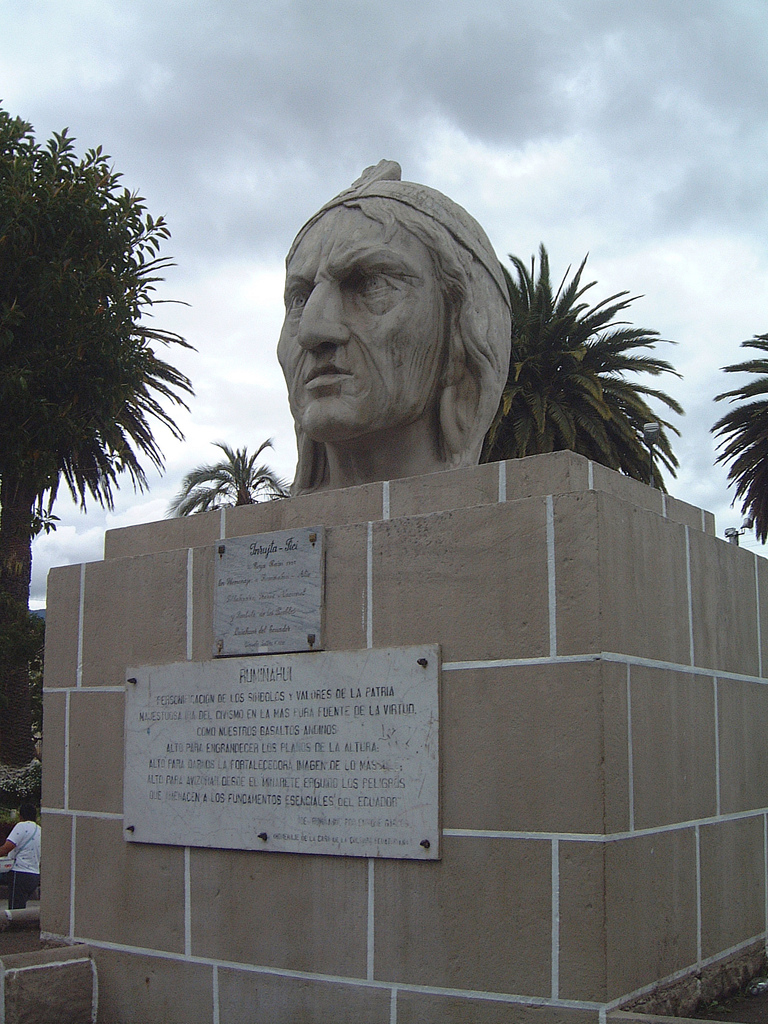
盧米尼亞維

盧米尼亞維（？—1535年6月25日）是印加帝國末期的一位將軍。
盧米尼亞維出生在印加帝國北部的皮拉魯（位於今日厄瓜多的通古拉瓦省），現代學者多認為他是阿塔瓦爾帕的同父異母弟，為當地一位貴族女性所生。
弗朗西斯科·皮萨罗將阿塔瓦爾帕突襲擒獲之後，承諾阿塔瓦爾帕送來能夠填滿自己囚室的黃金之後便將其釋放。盧米尼亞維奉阿塔瓦爾帕之命，將大量黃金運往卡哈马卡城。隨即西班牙人違反諾言，處死了阿塔瓦爾帕並襲擊盧米尼亞維所率的部隊。盧米尼亞維回到基多，下令將寶藏全部投入良加納特斯山的懸崖下、湖中或者火山口裡，這就是傳說中著名的良加納特斯寶藏。
得知盧米尼亞維抵抗之後，皮薩羅派塞巴斯蒂安·德·貝拉爾卡薩爾率兵北上攻打基多，命令他將所有能夠得到的寶藏都送到庫斯科來。
盧米尼亞維與貝拉爾卡薩爾的部隊在欽博拉索山遭遇並展開戰鬥，盧米尼亞維戰敗，下令將基多城燒為平地。為了免受侮辱，他殺死神廟裡的所有貞女（ñustas）。最終被俘，遭到西班牙人的拷打，逼問寶藏的所在之處，但他拒絕回答。直到被處死的時候仍拒絕透露寶藏的下落。

## 腳註
1. ↑  奇楚瓦語意思是「石之眼」或「石之面」；「rumi」意思是「石頭」，「ñawi」意思是「眼睛」或「臉」。